# 黎州 (南梁)
黎州，是南北朝的州。
梁武帝天监四年（505年），北魏占领南梁的晋寿郡，设置西益州。大同二年（536年），南梁收复改西益州为黎州。治所在东晋寿郡兴安县（今四川省广元市），下辖东晋寿郡（属县兴安县）、西晋寿郡（属县晋寿县，今四川省广元市南）、宋熙郡（属县宋安县，今四川省旺苍县西南）。大宝元年（550年）黎州被西魏占据，改为西益州，隋朝时改为利州。